# マティアス・ヌタウリクラ
マティアス・ヌタウリクラ（Mathias Ntawulikura、1964年7月14日 - ）はルワンダの陸上競技選手、専門は長距離走。1988年ソウルオリンピック以降5大会連続してオリンピックに出場した。身長171cm、体重63kg。西部州キブエ出身。現役時代はイタリア・ミラノにあるクラブPro Patria Milanoに所属していた。
5度のオリンピックのうち最も優れた成績は1996年アトランタオリンピック10000mの8位入賞である。このレースでは優勝したハイレ・ゲブレセラシェから8位ヌタウリクラまでの入賞者をアフリカの選手が占めた。2004年、アテネオリンピック男子マラソン出場時には40歳を迎えており、2時間26分05秒の記録で出場101人中62位の成績を残した。
ヌタウリクラは5度オリンピックに出場した最初の、また2010年現在ただ一人のルワンダ人である。5度の出場を数えるアフリカのオリンピック選手は彼の前にはエジプトのクレー射撃選手であるモハメド・コルシェド（en:Mohamed Khorshed）がいるのみであり、2004年のアテネオリンピックにおいてメアリー・オンヤリ、マリア・ムトラ、en:João N'Tyamba（アンゴラの陸上競技中長距離選手）と共に偉大な記録の仲間入りを果たした。
他の国際大会においても長きにわたって活躍。世界陸上競技選手権では東京大会10000mで決勝に進出して7位入賞の成績を残すなど数度の出場を果たし、世界クロスカントリー選手権には5度出場した。世界選手権の東京大会以外にも来日しており、1992年第76回日本陸上競技選手権大会10000mではアロイス・ニジガマ、森下広一以下を下して27分52秒51の記録で優勝した。

## 主な戦績
| 年度 | 大会名                     | 開催地                        | 距離     | 順位        | 記録          |
| ---- | -------------------------- | ----------------------------- | -------- | ----------- | ------------- |
| 1988 | ソウルオリンピック         | ソウル（ 韓国）               | 5000m    | 1次予選17着 | 14分08秒84    |
| 1991 | 世界室内陸上競技選手権     | セビリア（ スペイン）         | 3000m    | 8位         | 7分48秒92     |
| 1991 | 世界陸上競技選手権         | 東京（ 日本）                 | 10000m   | 7位         | 28分10秒38    |
| 1992 | 世界クロスカントリー選手権 | ボストン（ アメリカ合衆国）   | ロング   | 13位        | 37分39秒      |
| 1992 | バルセロナオリンピック     | バルセロナ（ スペイン）       | 10000m   | 2次予選12着 | 28分51秒79    |
| 1993 | 世界陸上競技選手権         | シュトゥットガルト（ ドイツ） | 5000m    | 10位        | 13分28秒58    |
| 1995 | 世界陸上競技選手権         | イェーテボリ（ スウェーデン） | 10000m   | 15位        | 27分57秒92    |
| 1996 | アトランタオリンピック     | アトランタ（ アメリカ合衆国） | 10000m   | 8位         | 27分50秒73    |
| 2000 | ロンドンマラソン           | ロンドン（ イギリス）         | マラソン | 7位         | 2時間09分55秒 |
| 2000 | シドニーオリンピック       | シドニー（ オーストラリア）   | マラソン | 15位        | 2時間16分39秒 |
| 2001 | 世界陸上競技選手権         | エドモントン（ カナダ）       | マラソン | 途中棄権    |               |
| 2003 | 世界陸上競技選手権         | パリ（ フランス）             | マラソン | 49位        | 2時間18分44秒 |
| 2004 | アテネオリンピック         | アテネ（ ギリシャ）           | マラソン | 62位        | 2時間26分05秒 |

### 記録
- 3000m - 7分43秒09（1995年）
- 5000m - 13分11秒29（1992年）
- 10000m - 27分25秒48（1996年）
- ハーフマラソン - 1時間01分41秒（2000年）
- マラソン - 2時間09分55秒（2000年）

## 参考資料・外部リンク
- マティアス・ヌタウリクラ - ワールドアスレティックスのプロフィール（英語）
- マティアス・ヌタウリクラ - Olympedia（英語）